# Guido iz Anderlechta
Guido iz Anderlechta (oko 950. – Anderlecht, 1012.) je kršćanski, sakristan i svetac. Poznat je i kao Wye iz Laekena ili "siromah iz Anderlechta". 

## Životopis
Rodio se u Anderlechtu oko 950. godine. U Laekenu je obnašao dužnost sakristana u tamošnjoj župnoj crkvi Naše Gospe. Kada ga je neki poduzetnik iz Bruxellesa nagovorio da ušteđevinu uloži u trgovački pothvat, brod koji je prevozio njegov teret potonuo. Guido je kasnije bio uvjeren da je to bila kazna zbog njegove pohlepe. Za pokoru je krenuo na hodočašće u Rim, a zatim u Jeruzalem. Tamo je sedam godina radio kao vodič drugim hodočasnicima. Pred kraj života vraća se u Anderlecht, gdje je umro 1012. godine. 
Dugo se nije gdje je njegov grob, a otkriven je udarcem kopita od jednog konja. Sve do Prvog svjetskog rata organizirale su se mnoge folklorne priredbe u čast svetog Guida vezane uz okupljanje i procesije konja.
U ikonografiji ga se prikazuje kao seljaka koji moli, kao hodočasnika s knjigom, štapom, krunicom i volom kod svojih nogu. Zaštitnik je Anderlechta, životinja s rogovima, neženja, bolesne djece, epileptičara, radnika, zaštitnik gospodarskih zgrada, zvonara itd., a zaziva se protiv epilepsije, bjesnoće, infantilne konvulzije, i protiv divljih pasa.

## Vanjske poveznice
- (engl.) St. Guy of Anderlecht
- (engl.) Saint Guy of Anderlecht